# Iacob Lahovary
Iacob Lahovary (Bucarest, 1846-Bucarest, 1907) fue un militar y político rumano.

## Biografía
Nacido en Bucarest el 16 de enero de 1846, fue alumno de la escuela militar (1862), obtuvo el grado de subteniente en 1864, aprobó con éxito la escuela de personal en Francia y fue ascendido en 1874 al rango de mayor. Durante la guerra ruso-otomana de 1877-1878 formó parte del Cuartel General del Ejército, adscrito a la sección de operaciones militares como oficial de Estado Mayor, y tuvo a su cargo los reconocimientos hacia Dermikioi y Opanets. En 1883 fue ascendido al rango de coronel y luego en 1891 al de general. Bajo la presidencia del general Ion Emanuel Florescu se le confió la cartera del Ministerio de la Guerra, que ocupó del 21 de febrero de 1891 hasta comienzos de 1894. Falleció el 7 de febrero de 1907 en Bucarest.